# یوری (دهانه)
یوری یک دهانه برخوردی در ماه‌ است.